# Собіров Рішод Рашидович
Рішод Собіров  (узб. Rishod Sobirov, 11 вересня 1986) — узбецький дзюдоїст, олімпійський медаліст, дворазовий чемпіон світу, призер чемпіонатів Азії. 

## Виступи на Олімпіадах
| Олімпіада   | Дисципліна           | Місце |
| ----------- | -------------------- | ----- |
| Пекін 2008  | надлегка категорія   | 3     |
| Лондон 2012 | надлегка категорія   | 3     |
| Ріо 2016    | напівлегка категорія | 3     |